# روث روبرتسون
روث روبرتسون (بالإنجليزية: Ruth Robertson)‏ هي مصورة وصحفية أمريكية، ولدت في 24 مايو 1905، وتوفيت في 17 فبراير 1998.